# Marschnerstraße 21 (München)

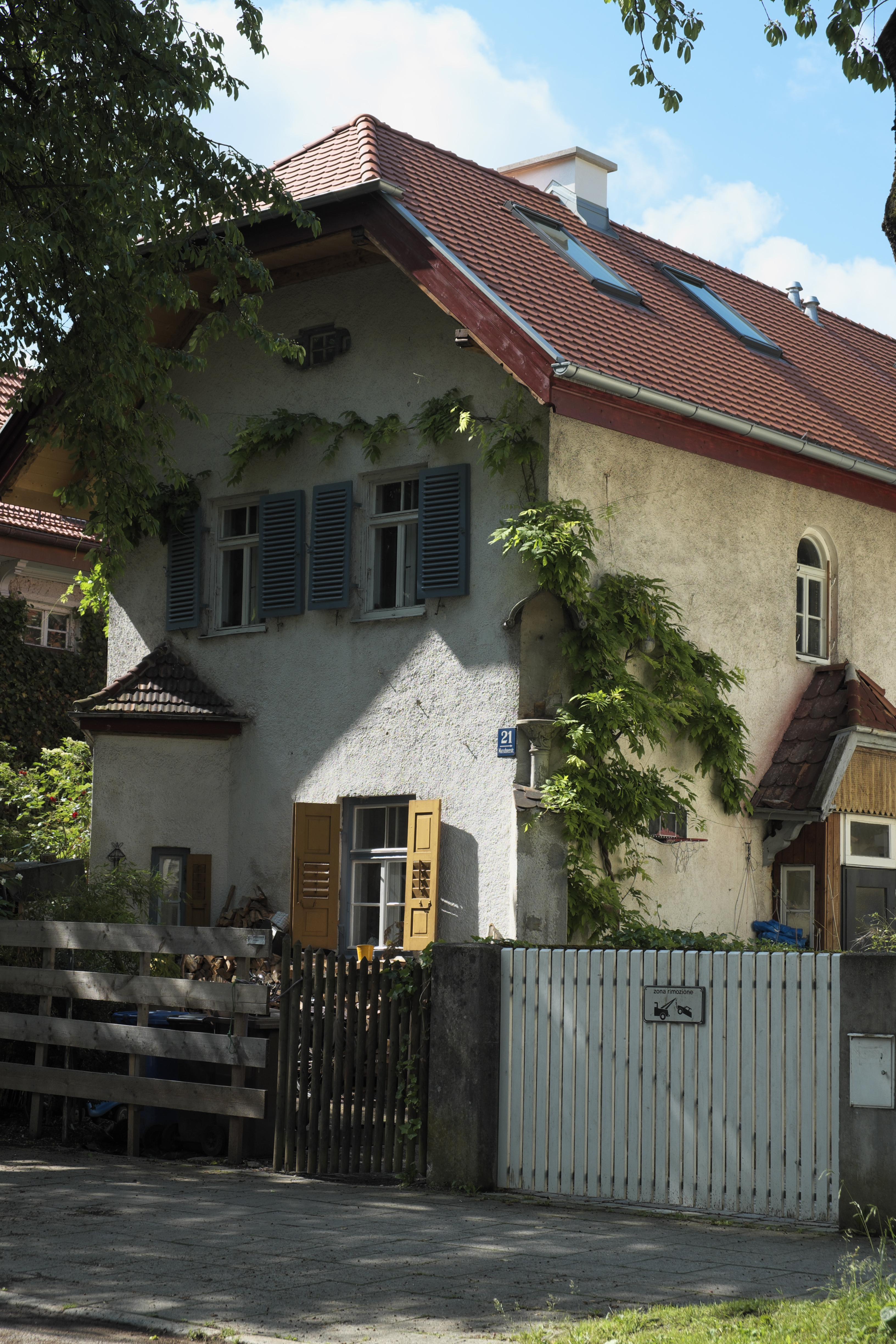
Haus Marschnerstraße 21 in Pasing (2016)

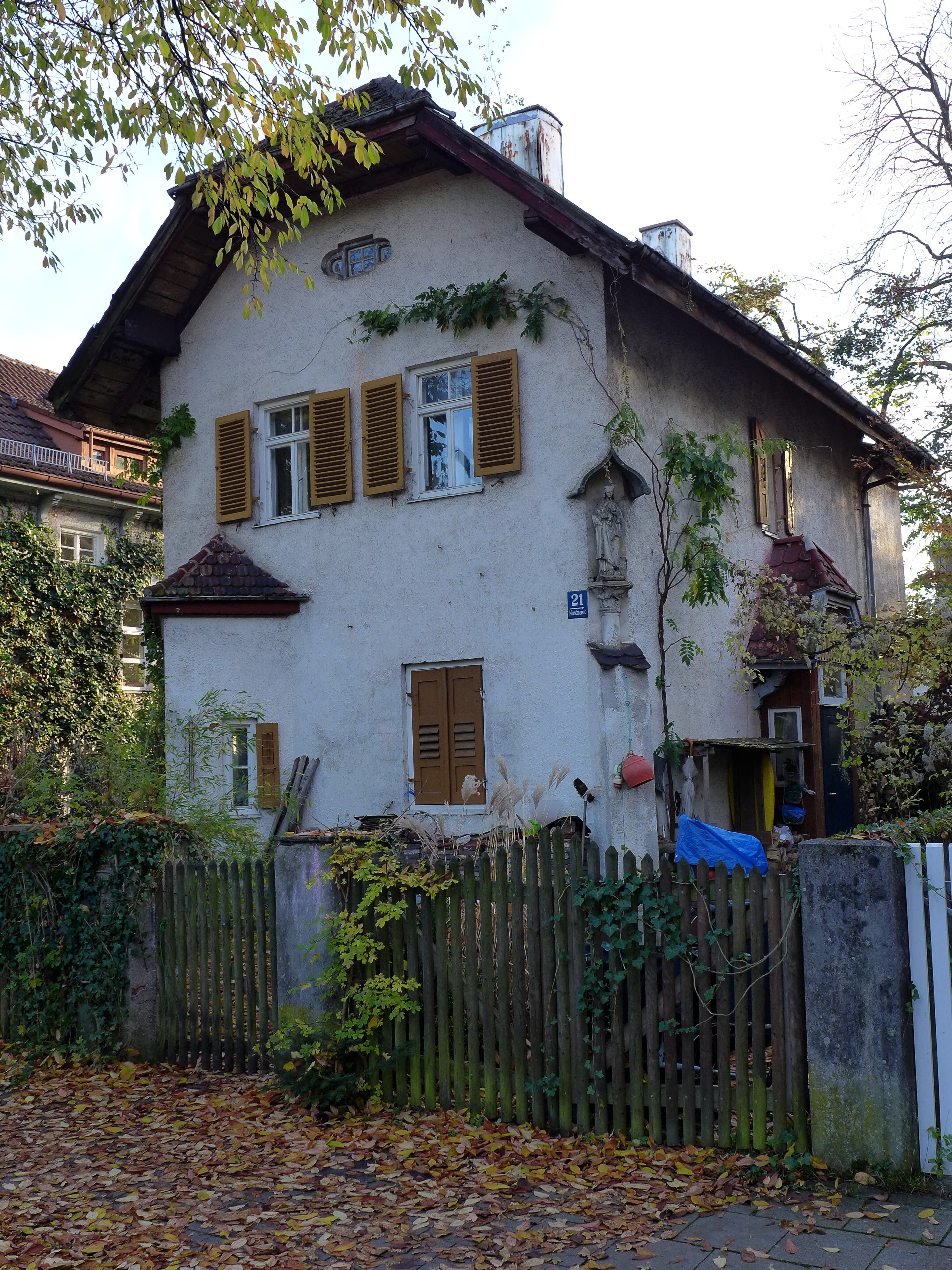
Das Haus mit Heiligenfigur (2012)

Das Wohnhaus Marschnerstraße 21 im Stadtteil Pasing der bayerischen Landeshauptstadt München wurde um 1900 errichtet. Die ländliche Villa an der Marschnerstraße ist ein geschütztes Baudenkmal.
Das Wohnhaus wurde im Büro von August Exter entworfen. Dieser Typus mit Halbwalmdach und erdgeschossigem Erker wurde in verschiedenen Varianten vom Büro August Exter in der Villenkolonie Pasing II gebaut. Straßenseitig befand sich an der Hausecke eine Heiligenfigur, die 2012 dort noch stand.